# 살라망카도
살라망카 주는 스페인의 카스티야이레온 지방 자치주의 남동쪽에 위치한 주로, 면적은 12.336 km2이다.
카스티야레온 지방을 구성하는 9개의 주들 중 하나이다. 북쪽엔 사모라 주와, 북동쪽엔 바야돌리드 주, 동쪽엔 아빌라 주, 남쪽엔 카세레스 주, 서쪽엔 포르투갈와 맞대고 있다. 1833년에 레이노 왕국의 지역으로 지정되었다.
레온도와 부르고스 주 다음으로 스페인에서 세 번째로 큰 주로, 카스티야레온 지방에 속한다. 고도는 바다에서부터 해발 830m이다.
대륙성 기후로, 겨울엔 추우며 여름엔 고온건조하다. 1월 평균기온은 3.7 °C(매우 춥고 동결이 있을시엔 0도 이하로 내려가는 날도 있다). 여름 평균 기온은 24.2 °C이지만, 35 °C나 40 °C까지 올라갈 수 있다.
현재 2005년 스페인 통계청에 따르면, 살라망카 주에는 352,414명이 거주중이며 그 중 160,331명(45%)은 주도 살라망카 시의 토르메스 강 주변에 산다. 362개의 도시 가운데 절반 이상이 300명 이하의 사람이 살고 있다(스페인에서 부르고스 주 다음으로 시의 숫자가 2번째로 많다.). 주도를 제외한 곳 중 인구가 많은 곳은 베하르와 띠우다드 로드리고(살라망카), 산타마르타데토르메스(살라망카), 페냐란다데브라카몬테, 기후엘로, 알바데토르메스, 비티구디노, 비요리아(살라망카)이다.

## 언어
주요 언어는 카스테야노이지만, 라스아리베스와 엘레보야르, 라스시에라스데베하르, 프랑스의 레오네스어 영향이 깊게 남아있다. 전체 1,500명 정도가 이 주에서 레오네스어를 사용한다.

## 마을(꼬마르까)
살라망카주에는 공식적 마을(꼬마르까)은 존재하지 않는다. 카스티야레온 지방에 오직 한개가 존재한다: 엘비에르또. 그렇지만, 다른 곳에서도 존재하든 역사적으로 뿌리깊은 마을들이 살라망카엔 많이 있다. 많은 마을들은 쓰레기, 청소, 위생의 관리를 위해 여러개의 자치구와 지역에 속해있다. 그것으로 인해 행정상의 마을과 역사와 관광상의 마을을 구별하여야 한다. 지역조직과 행정상 더욱 구조화된 구별을 위해 8개의 마을이 카스티야레온 지방에 속하게 되었다. 그 마을들은:
- 알바데또르메스 마을
- 띠우닫 로드리고 마을
- 라푸엔떼데산에스떼반 마을
- 레데스마 마을
- 페냐란다데브라카몬떼 마을
- 살라망카 마을
- 라씨에라 마을
- 비띠구디노 마을

역사적인 마을들을 나타내자면:
- 라스비야스(살라망카)
- 라아르무냐
- 라스아리베스
- 라라마헤리아
- 깜뽀스데아따바이아르가냔
- 깜뽀챠로
- 깜뽀데페냐란다이띠에라데알바
- 씨에라데베하르
- 씨에라데쁘란띠아
- 꼰다도스이두까도스
- 엘레보야르(꼬마르까)

1833년, 하비에르데부르고스의 주편성 전에는 알또또르메스의 여러 자치구의 마을들이 살라망카(주)에 속했다.

## 협력체
자치구들은 협력체를 구성해 물과 쓰레기처리 등의 일을 주관한다. 같은 자치구는 다른 협력체에 속할 수도 있다.
- 외부 링크: 살라망카 협력체들

## 축제
- 이 주의 수호성인은 마테오축제일이다. (9월 21일)
- 살라망카시와 그 주변지역은 루네스데아구아(월요일의 물) 축제를 부활절다음의 월요일날 행한다.

## 음식
이 지역 음식은 원산지명칭보호제도하의 기후엘로의 하몬(jamón)이 유명하며, 오르나또(hornazo)와 특색있는 엠빠나다(empanada)도 유명하다. 덜 알려진 음식들 중에는 새끼암퇴지 꼬치니요(cochinillo)나 구운새끼돼지 또스똔아사도(tostón asado), 레챠또(lechazo), 띠우닫 로드리고의 빠리나또(farinato), 보요마이몬(bollo maimón), 쵸쵸스데에마(chochos de yema)가 있다. 주도에서는, 마늘과 챤파이나(chanfaina)스프, 쌀과 곱창, 새끼양다리, 삶은 피, 계란을 넣은 요리가 유명하다. 베하르에서는 베하르식 삶은 고기와 감자 깔데리요(calderillo)가 유명하다.

## 같이 보기
- 레온 왕국